# Lampides arcaseius
Lampides arcaseius är en fjärilsart som beskrevs av Hans Fruhstorfer 1916. Lampides arcaseius ingår i släktet Lampides och familjen juvelvingar. Inga underarter finns listade i Catalogue of Life.